# Gonodes albifascia
Gonodes albifascia là một loài bướm đêm trong họ Noctuidae.